# Henrik Burwin II av Mecklenburg
Henrik Burwin II av Mecklenburg, tyska Heinrich Burwin, född omkring 1170, död 5 juni 1226, begravd i Doberan, var furste av Mecklenburg i Rostock 1217/1219-1226. 
Son till furst Henrik Burwin I av Mecklenburg (död 1227) och Mathilda, en illegitim dotter till hertig Henrik Lejonet.

## Biografi
Furst Henrik Burwin II, äldste son till Henrik Burwin I av Mecklenburg, var regent i Rostock 1217/1219-1226. Han understödde huset Schauenburg i Holstein mot Danmark och var därmed motståndare till sin egen far. Henrik Burwin II grundade bland annat Parchim.
Henrik Burwin gifte sig kring 1194/1205 med svenska Kristina (levde 1248), möjligen dotter till den svenske kungen Sverker den yngre. Paret fick följande barn:
1. Johan I av Mecklenburg, (död 1264), furste av Mecklenburg
2. Pribislav II (levde 1270), furste av Mecklenburg-Parchim
3. Henrik Burwin III av Mecklenburg (död 1277/1278), furste av Mecklenburg-Rostock
4. Nikolaus I av Werle (död 1277), furste av Mecklenburg i Werle-Güstrow
5. Margareta (död före 1284), gift med greve Günzel III av Schwerin (död 1274)
6. Mechtild av Mecklenburg (död 23 november 1270), gift med hertig Sambor II av Pommerellen (död 1278/1279)